# Hrvatski nogometni kup 1996/97
Der Hrvatski nogometni kup 1996/97 war der sechste Wettbewerb um den kroatischen Fußballpokal nach der Loslösung des kroatischen Fußballverbandes aus dem jugoslawischen Fußballverband.
Titelverteidiger Croatia Zagreb setzte sich im Finale gegen den NK Zagreb durch. Es war Zagrebs dritter Pokalsieg in Kroatien und der zehnte insgesamt.

## Modus
Die 1. Runde, das Achtelfinale und Finale wurde in einem Spiel entschieden. Das Viertel- und Halbfinale wurde in Hin- und Rückspiele ausgetragen. Bei gleicher Anzahl an Toren aus beiden Spielen kam die Mannschaft weiter, die auswärts mehr Tore erzielt hatte. Herrschte auch hier Gleichstand, wurde ein Elfmeterschießen zur Ermittlung des Siegers ausgetragen.

## Ergebnisse

### Sechzehntelfinale
Die Spiele fanden zwischen dem 13. und 26. August 1996 statt.
|                           | Ergebnis              |                     |
| ------------------------- | --------------------- | ------------------- |
| NK Hajduk Pridraga        | 1:6                   | Hajduk Split        |
| NK Mladost-Nada Hrastovec | 1:3                   | NK Varteks Varaždin |
| NK Napredak Velika Mlaka  | 2:3                   | HNK Segesta Sisak   |
| HNK Orijent 1919          | 0:0 n. V. (5:6 i. E.) | NK Belišće          |
| NK Gospić ’91             | 0:0 n. V. (5:4 i. E.) | NK Zadarkomerc      |
| NK Podvinje               | 0:1                   | Inker Zaprešić      |
| NK Varaždin               | 1:5                   | HNK Rijeka          |
| NK Solin Kaltenberg       | 0:3                   | NK Zagreb           |
| NK Mladost 127 Suhopolje  | 1:2 n. V.             | NK Osijek           |
| NK Hrvatski dragovoljac   | 3:1                   | Cibalia Vinkovci    |
| ŠNK Baranja-Belje         | 1:2 n. V.             | NK Croatia Đakovo   |
| NK Slavonija Požega       | 3:1                   | NK Bjelovar         |
| NK Slaven Belupo          | 1:0                   | NK Istra Pula       |
| NK Zagorec Krapina        | 1:1 n. V. (5:3 i. E.) | HNK Šibenik         |
| NK PIK Vrbovec            | 0:3                   | HNK Dubrovnik       |
| NK Zrinski Bošnjaci       | 0:5                   | NK Croatia Zagreb   |

### Achtelfinale
Die Spiele fanden am 4. und 10. September 1996 statt.
|                         | Ergebnis |                     |
| ----------------------- | -------- | ------------------- |
| NK Osijek               | 3:0      | HNK Segesta Sisak   |
| NK Zagreb               | 2:1      | NK Zagorec Krapina  |
| Inker Zaprešić          | 2:1      | NK Belišće          |
| NK Slaven Belupo        | 3:6      | NK Croatia Zagreb   |
| NK Hrvatski dragovoljac | 1:0      | HNK Rijeka          |
| NK Gospić ’91           | 0:3      | HNK Dubrovnik       |
| NK Varteks Varaždin     | 4:0      | NK Croatia Đakovo   |
| Hajduk Split            | 3:0      | NK Slavonija Požega |

### Viertelfinale
Die Hinspiele fanden am 16. Oktober 1996 statt, die Rückspiele am 22. und 23. Oktober.
|                     | Gesamt |                         | Hinspiel | Rückspiel |
| ------------------- | ------ | ----------------------- | -------- | --------- |
| NK Croatia Zagreb   | 4:1    | HNK Dubrovnik           | 1:1      | 3:0       |
| NK Zagreb           | 4:0    | Inker Zaprešić          | 3:0      | 1:0       |
| NK Osijek           | 4:3    | Hajduk Split            | 2:1      | 2:2       |
| NK Varteks Varaždin | 2:4    | NK Hrvatski dragovoljac | 1:3      | 1:1       |

### Halbfinale
Die Hinspiele des Halbfinals fanden am 9. April 1997 statt, die Rückspiele am 16. April.
|                         | Gesamt |           | Hinspiel | Rückspiel |
| ----------------------- | ------ | --------- | -------- | --------- |
| NK Croatia Zagreb       | 2:1    | NK Osijek | 2:1      | 0:0       |
| NK Hrvatski dragovoljac | 2:6    | NK Zagreb | 1:3      | 1:3       |

### Finale
| NK Croatia Zagreb                         | NK Croatia Zagreb | NK Zagreb | NK Zagreb |
| ----------------------------------------- | --- | --- | --------- |
| NK Croatia Zagreb                         | \| 29. Mai 1997 in Zagreb (Stadion Maksimir) \| \| Ergebnis: 2:1 (1:0) \| \| Zuschauer: 15.000 \| \| Schiedsrichter: Goran Marić \| \| Spielbericht \|                                                                           | \| 29. Mai 1997 in Zagreb (Stadion Maksimir) \| \| Ergebnis: 2:1 (1:0) \| \| Zuschauer: 15.000 \| \| Schiedsrichter: Goran Marić \| \| Spielbericht \| | NK Zagreb |
| NK Croatia Zagreb                         | Dražen Ladić – Danijel Šarić, Damir Krznar, Dario Šimić, Goran Jurić – Srđan Mladinić, Josip Gašpar (22. Vladimir Petrović), Silvio Marić, Edin Mjčin – Mark Viduka (89. Stjepan Tomas), Igor Cvitanović Cheftrainer: Otto Barić | Sandro Tomić – Nino Bule (79. Robert Regvar), Dražen Biškup, Mario Osibov, Jasenko Sabitović – Marinko Galić, Sunaj Keqi (62. Mario Čižmek), Vjekoslav Škrinjar, Ibrahim Duro – Elvis Scoria, Mate Baturina (46. Željko Sopić) Cheftrainer: Krešimir Ganjto | NK Zagreb |
| NK Croatia Zagreb                         | 1:0 Igor Cvitanović (30. Elfmeter) 2:0 Mark Viduka (69.) | 2:1 Željko Sopić (77.) | NK Zagreb |
| NK Croatia Zagreb                         | Šimić | Biškup, Osibov | NK Zagreb |
| NK Croatia Zagreb                         | Galić, Scoria | | NK Zagreb |
| NK Croatia Zagreb                         | Marić | | NK Zagreb |
| 29. Mai 1997 in Zagreb (Stadion Maksimir) | | |           |
| Ergebnis: 2:1 (1:0)                       | | |           |
| Zuschauer: 15.000                         | | |           |
| Schiedsrichter: Goran Marić               | | |           |
| Spielbericht                              | | |           |

## Torschützenliste
| Pl. | Name            | Mannschaft              | Tore |
| --- | --------------- | ----------------------- | ---- |
| 01. | Mass Sarr       | Hajduk Split            | 5    |
| 01. | Mark Viduka     | NK Croatia Zagreb       | 5    |
| 01. | Dragan Vukoja   | NK Hrvatski dragovoljac | 5    |
| 04. | Miljenko Mumlek | NK Varteks Varaždin     | 4    |
| 04. | Elvis Scoria    | NK Zagreb               | 4    |
| 04. | Davor Vugrinec  | NK Varteks Varaždin     | 4    |
| 07. | Mate Baturina   | NK Zagreb               | 3    |
| 07. | Ibrahim Duro    | NK Zagreb               | 3    |
| 07. | Dumitru Mitu    | NK Osijek               | 3    |